# Unsterbliche (Byzantinisches Reich)
Die Unsterblichen (altgriechisch Ἀθάνατοι Athanatoi) waren eines der Elite-tagmata des Byzantinischen Reichs, das erstmals im 10. Jahrhundert aufgestellt wurde. Der griechische Name leitet sich von a- ‚nicht‘ + thanatos ‚Tod‘ ab.

## Geschichte
Die Athanatoi waren eine Einheit von meist adeligen jungen Männern, die erstmals von Johannes I. Tzimiskes (r. 969–976) für seinen Krieg mit den Rus aufgestellt wurde. Die Einheit wurde wahrscheinlich wenig später aufgelöst, da sie in den Quellen nicht mehr auftaucht. Der Geschichtsschreiber Leon Diakonos beschreibt den aristokratischen Eindruck, den die Athanatoi in ihren goldenen und silbernen Rüstungen machten.
Die Unsterblichen wurden unter Kaiser Michael VII. (r. 1071–1081) wieder ins Leben gerufen, als die Armee neu organisiert wurde. Diese Reorganisation fand als Antwort auf die vernichtende Niederlage statt, die das Reich 1071 in der Schlacht von Manzikert erlitten hatte. Die Seldschuken hatten in deren Folge Kleinasien überrannt, das das Rückgrat der byzantinischen Themenverfassung bildete. Im Zuge der Reorganisation wurden die Reste der Provinztruppen im Osten mit den Unsterblichen zusammengelegt. Die „neuen“ Unsterblichen könnten Kavallerie gewesen sein, was aber nicht gesichert ist.
Anna Komnena erwähnt in ihrer Beschreibung der Feldzüge ihres Vaters Alexios Angelos Komnenos mehrfach die Unsterblichen. Eingangs macht sie die Bemerkung, die Unsterblichen hätten „erst kürzlich Schwert und Schild zum ersten Mal berührt“, außerdem seien sie vor dem Rebellen Nikephoros Bryennios geflohen. Später werden sie als „ein ureigenes Regiment der Römischen (Byzantinischen) Armee“ beschrieben, das treu zum Kaiser stehe.
Der Byzantinische Geschichtsschreiber Nikephoros Bryennios berichtet, dass die Zahl der Unsterblichen bei 10.000 gelegen habe, was aber wahrscheinlich eine Anspielung auf die Persische Unsterblichen-Leibwache ist. Er fügt hinzu, dass der Titel „Unsterblicher“ zuerst nur an Offiziere, später an das Regiment verliehen worden sei.
Der Zeitpunkt der Auflösung der Unsterblichen ist nicht bekannt, lag aber wahrscheinlich vor dem Jahr 1200.